# Schleuse Herne-Ost
Die Schleuse Herne-Ost ist eine Zwillingsschleuse im Rhein-Herne-Kanal (RHK) an der Stadtgrenze von Herne zu Recklinghausen. Die seit 1992 in Betrieb stehende Schleusenanlage ist die fünfte und östlichste Kanalstufe des Kanals und ersetzt die beiden Schleusen aus den Anfangstagen des Kanals. Durch die Aufgabe der Schleuse Herne-West wird seit 1991 eine Fallhöhe von 12,8 Meter überwunden. Die Schleusenkammerabmessungen gestatten das Schleusen von Binnenschiffen der Kategorie Vb. Zuständige Behörde für den Betrieb und die Unterhaltung von Kanal und Schleusen des RHK ist seit dem 26. November 2020 das Wasserstraßen- und Schifffahrtsamt Westdeutsche Kanäle.

## Lage
Die Schleuse Herne-Ost liegt in einer Entfernung von rund zwei Kilometer nordöstlich vom Stadtzentrum Herne und einen Kilometer östlich vom Stadthafen Recklinghausen. Die alte Schleusengruppe VII war nach dem Bau der Endpunkt des Rhein-Herne-Kanals.
Die untere Haltung reicht sechs Kilometer nach Westen bis zur Schleuse Wanne-Eickel. Rund zwei Kilometer westlich in Höhe des Stadthafens von Recklinghausen sind noch die Reste der ehemaligen Schleuse VI in Herne-West am Ufer zu erkennen. Bis Wanne-Eickel folgen noch einige Hafenanlagen zur Verladung von Massengütern. Südlich des dortigen Vorhafens liegt der Flutkanal zum Rückpumpwerk. 
Der obere Vorhafen an der Schleuse Herne-Ost war der Kanalhafen der ehemaligen Zeche Friedrich der Große, der mit dem RHK an den Rhein angeschlossen wurde. Die breite Wasserfläche des Vorhafenbereichs wird heute als Jachthafen genutzt und auch als Herner Meer bezeichnet. Am Ende der Mole zwischen Schleuseneinfahrt und Jachthafen Herne-Ost steht die Skulptur Reemrenreh von Bogomir Ecker, die während des Kulturhauptstadtjahres im Ruhrgebiet als Teil der Emscherkunst.2010 aufgestellt wurde.
Zu seiner Zeit war der Zechenhafen der Endpunkt vom Zweigkanal des Dortmund-Ems-Kanals von Henrichenburg nach Herne. Dieser Abschnitt wurde 1950 dem RHK zugeschlagen. Der nordwärts verlaufende Kanal überquert bei Kanal-km 42,6 die Emscher. Wegen der maroden Bausubstanz des alten Emscher-Durchlass musste im Rahmen der Verbreiterung der Kanaltrasse ein neues Bauwerk errichtet werden. An dieser Stelle entsteht die neue Landmarke „Sprung über die Emscher“, eine 412 Meter lange Rad- und Fußgängerbrücke im Doppel-S-Bogen über Kanal und Emscher. Verwaltungsmäßig verläuft der RHK heute bis zum Schiffshebewerk Henrichenburg und endet damit am Schleusenpark Waltrop mit dem Kanal-km 45,6. Im Anschluss verläuft die obere Haltung mit gleichem Wasserstand noch 56,75 km weiter bis zur Schleuse Münster des Dortmund-Ems-Kanals.

## Technische Daten
Die bei Kanal-km 37,1 errichteten Zwillingsschleusen waren in den Jahren 1986 bis 1992 neu gebaut worden, um die alte Schleusengruppe VII von 1914 zu ersetzen und für Binnenschiffe der Kategorie Vb zu ertüchtigen. Die 190 Meter langen Schleusenkammern besitzen eine Breite von 12 Metern und die Drempeltiefe (Wassertiefe am oberen Tor) beträgt 4 Meter. Daher könnten aktuell übergroße Großmotorgüterschiff mit 140 m Länge sowie Schubverbände mit zwei Leichtern die Schleusenanlage passieren. Jedoch durch den fehlenden Ausbau der östlich von Gelsenkirchen liegenden Kanalstrecke können diese Schiffe nicht durchgängig fahren.
Als Verschlussorgane sind jeweils Drehsegmenttore am Oberhaupt und Stemmtore am Unterhaupt angeordnet. Ohne die Ein- und Ausfahrzeiten der Schiffe wird die Fallhöhe in ca. 14 Minuten überwunden. Bei gleichzeitiger Nutzung der beiden Kammern für eine Berg- bzw. Talschleusung wird bauartbedingt der Schleusenverlust halbiert. Zum Ausgleich des in die untere Haltung abfließenden Wassers ist die Kanalstufe wie alle anderen mit einem Rückpumpwerk ausgestattet (siehe auch Wasserübergabe Hamm).
Anschrift der Schleuse: Pöppinghauser Straße 16, 44628 Herne, Telefon +49 2323 9850-200, Anruf per Funk: UKW-Kanal 22

## Geschichte
Mit dem Bau des RHK mussten insgesamt sieben Schleusenanlagen errichtet werden, um die Höhenunterschiede im Verlauf der Kanaltrasse zu bewältigen. Die zwischen 1906 und 1914 gebauten Schleusen hatten jeweils zwei Schleusenkammern mit einer Nutzlänge von 165 m und einer Breite von 10 m. Vor dem Hintergrund der Gefahr von bergbaubedingten Absenkungen waren die zwei Schleusen jeweils in Längsrichtung versetzt angeordnet worden. Dadurch konnte im Fall einer Absenkung mit Schäden an einer Schleuse die andere Schleuse weiterhin funktionstüchtig bleiben.
Die Länge der Schleusenkammern entsprach der Länge von zwei Schleppkähnen vom Rheine-Herne-Kanal-Typ (80 m Länge, 9,5 m Breite, Tiefgang 2,5 m). Entsprechende Zugvorrichtungen in den Kammern waren für die Bewegung der Kähne installiert. Schlepper in den benachbarten Haltungen besorgten den Weitertransport zur nächsten Schleuse.
Durch die ab den 1950er Jahren einsetzende Tendenz zu motorisierten Selbstfahrern mit größeren Abmessungen waren die vorhandenen Schleusen mit 10 Meter Breite nicht mehr nutzbar. Zusätzlich kam durch die Schubschifffahrt eine neue Längenanforderung hinzu. Zur Ertüchtigung erfolgte ab Ende der 1970er Jahre bis in die 1990er hinein der Ausbau des Rhein-Herne-Kanals auf die Kategorie Vb. Dabei wurden die alten Schleusen durch neue Zwillingsschleusen mit einer Länge von 190 Meter und einer Breite von 12 Meter ersetzt.
Gleichzeitig ließ man zwei Schleusenanlagen entfallen, die stark durch Bergsenkungen beschädigt waren, sodass heute nur noch fünf Fallstufen existieren. Ursprünglich betrug die Fallhöhe an der Schleuse Herne-Ost 8,3 m. Durch Entfall der Schleusengruppe Herne-West mit 4,5 m Fallhöhe musste die Haltung zwischen Herne-West und Herne-Ost entsprechend vertieft werden.

## Nächste Schleusen
| Rhein-Herne-Kanal     | Rhein-Herne-Kanal      | Rhein-Herne-Kanal  | Rhein-Herne-Kanal      | Rhein-Herne-Kanal      | Fortsetzung         |
| Kanal                 | untere Haltung         | Schleuse Herne-Ost | obere Haltung          | Kanal                  | Dortmund- Ems-Kanal |
| km 31,2               | 5,9 km ← Westen        | km 37,1            | 8,5 km → Norden        | km 45,6                | 56 km → Norden      |
|                       |                        | Hubhöhe 12,8 m     | Wasserstand: 56,5 m NN | Schleuse Henrichenburg | Schleuse Münster    |
| Schleuse Wanne-Eickel | Wasserstand: 43,7 m NN | Hubhöhe 12,8 m     |                        |                        |                     |

aktuelle Wasserstände siehe: Im Regelfall stehen die Schleusen in einem 24-h-Betrieb.

## Fotogalerie

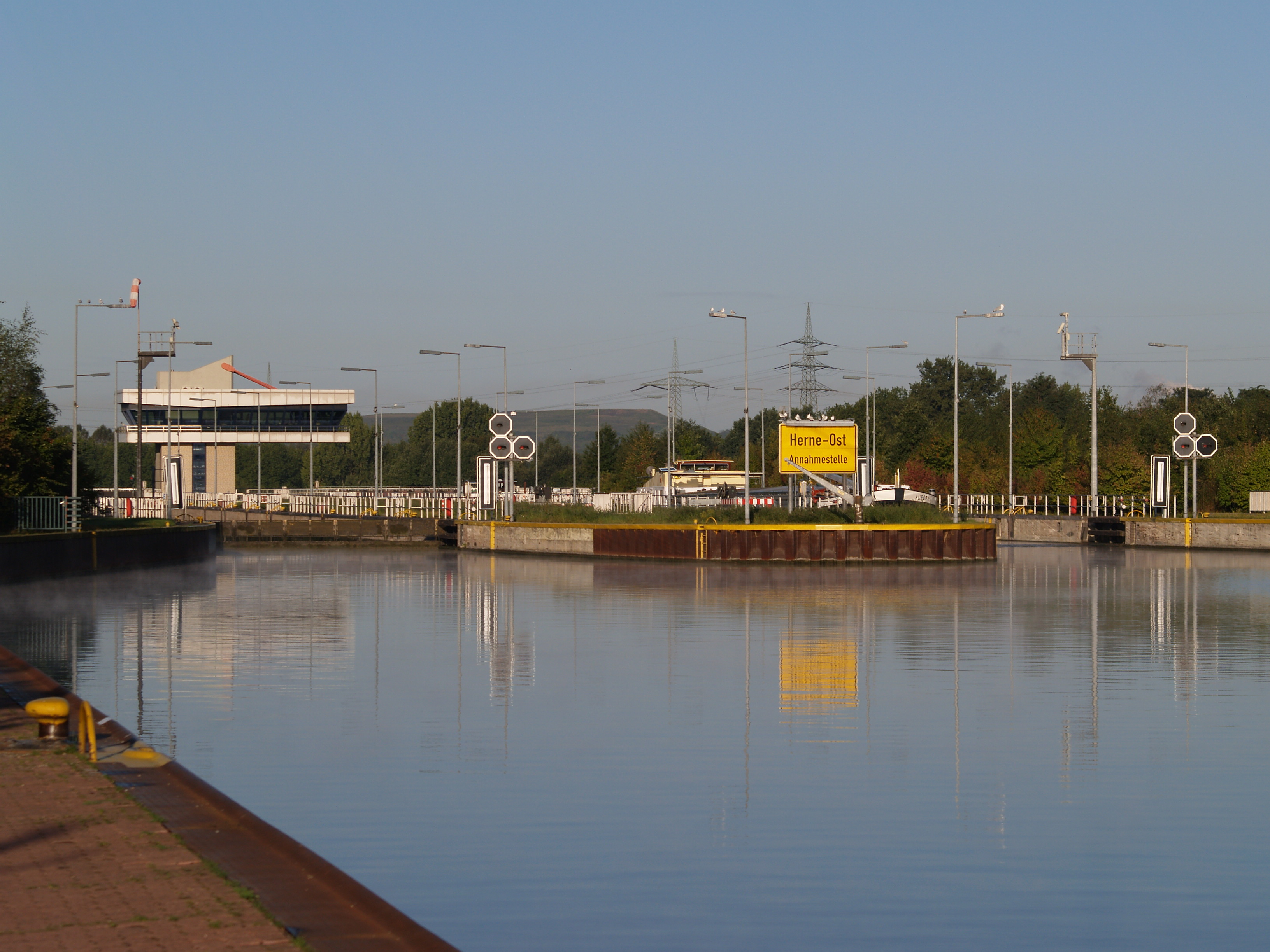
Das Oberwasser der Schleuse Herne-Ost
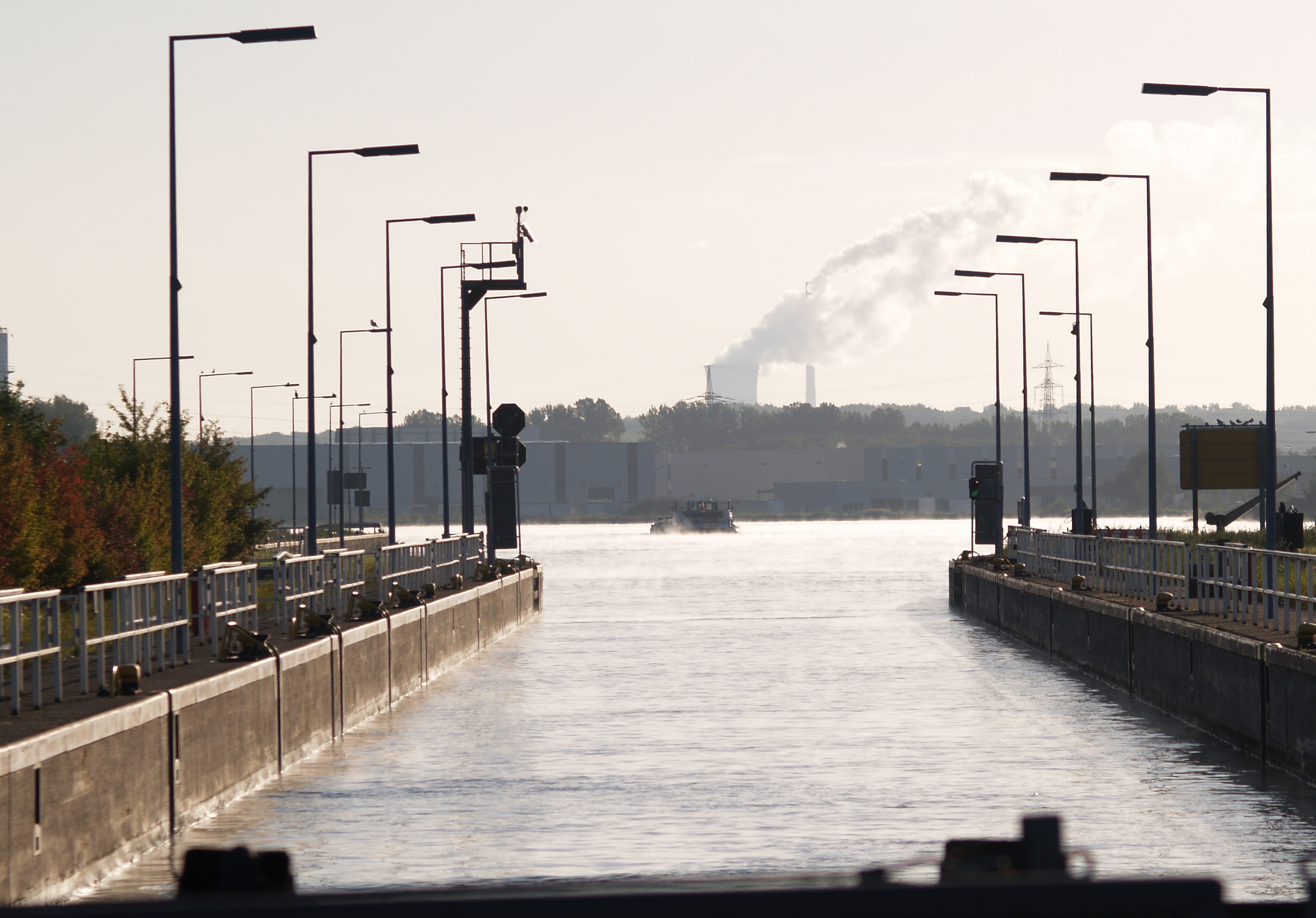
Die Schleusenkammer
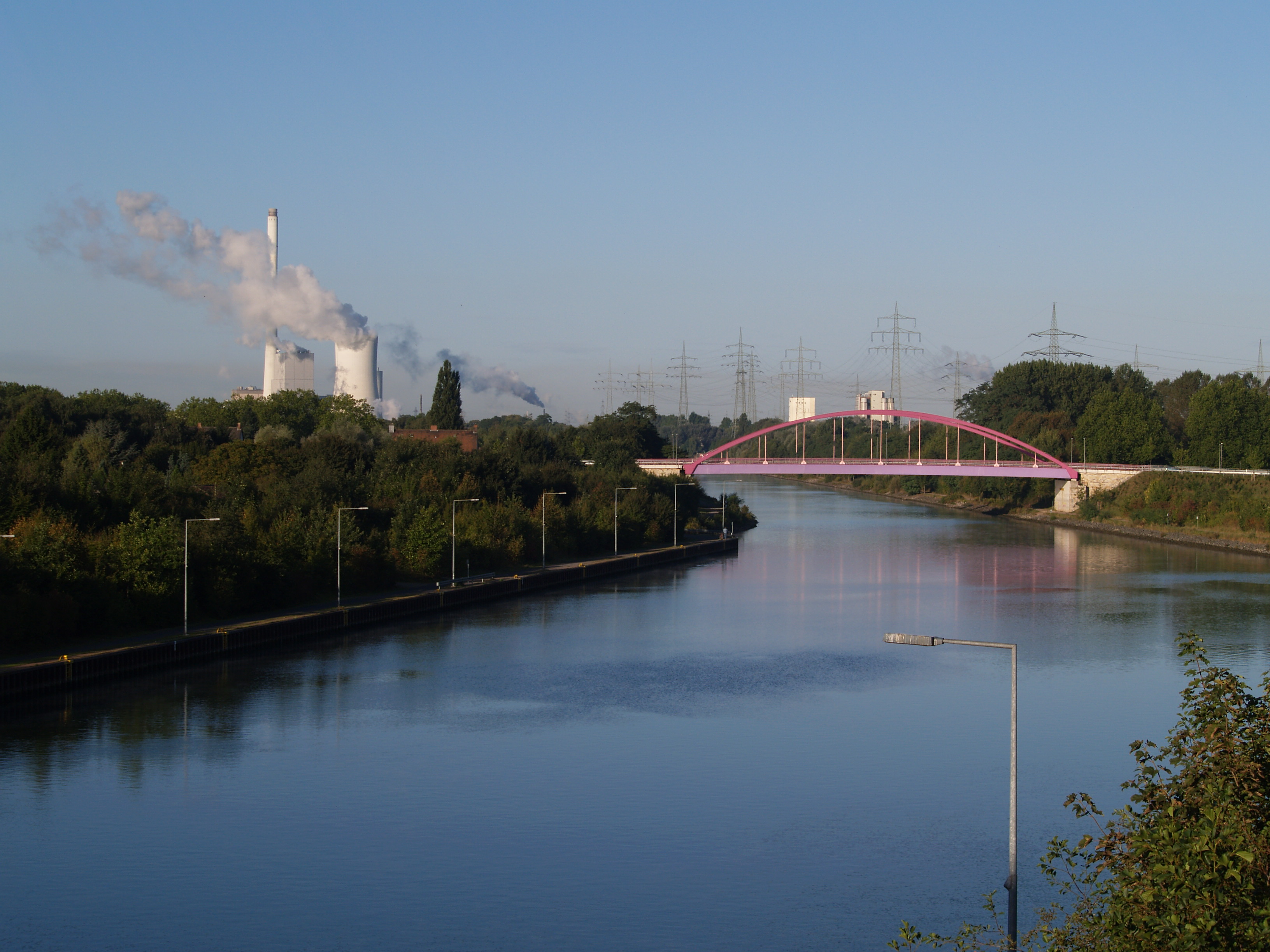
Blick aufs Unterwasser
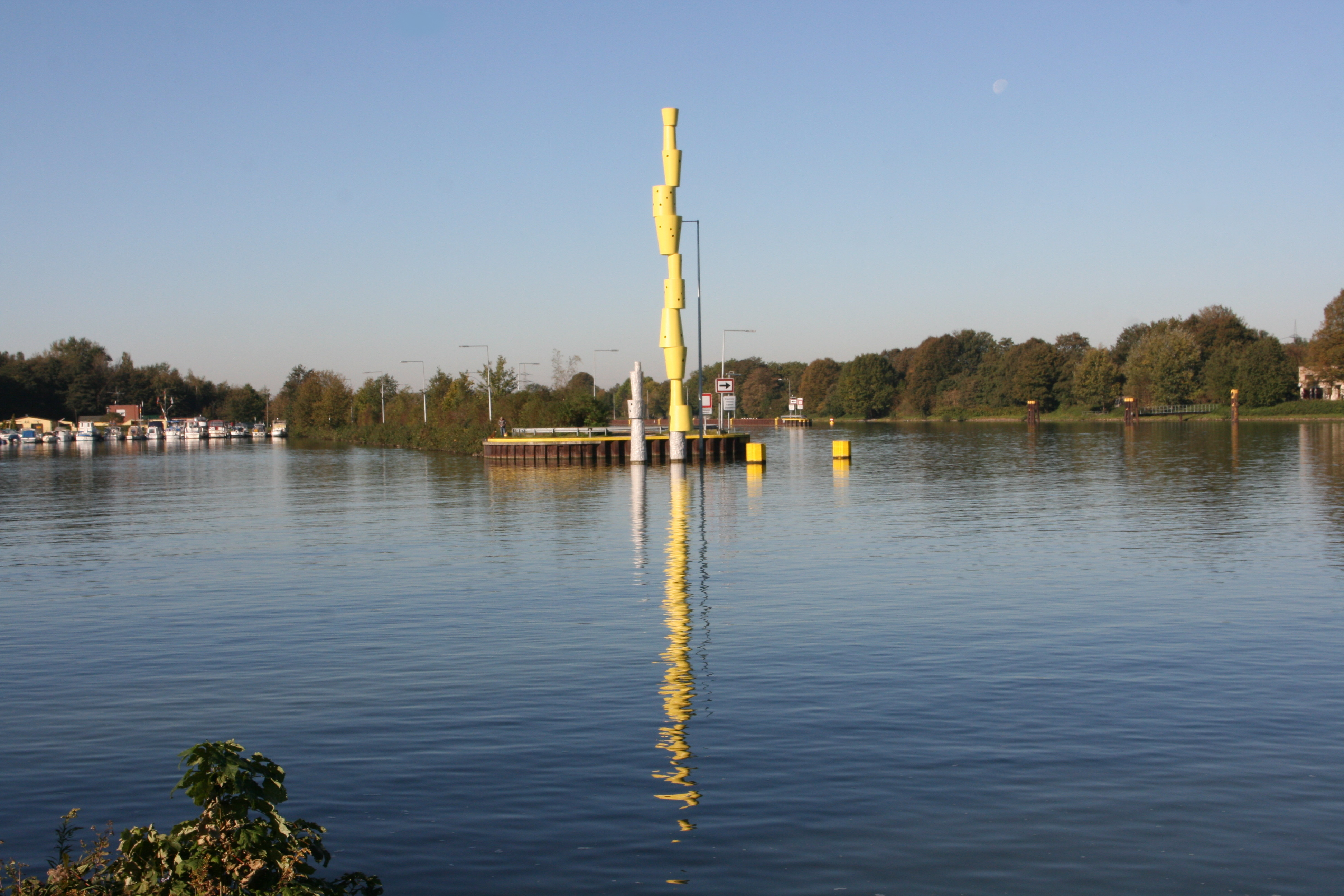
Skulptur Reemrenreh, links Jachthafen Herne-Ost, rechts Einfahrt zur Schleuse